# Bertolt Brecht
Bertolt Brecht (Augsburg, 1898. február 10. – Berlin, 1956. augusztus 14.) német drámaíró, költő, rendező, a 20. századi színház egyik megújítója.

## Élete és munkássága
Bertolt Eugen Berthold Friedrich Brecht néven a bajorországi Augsburg városában született. Gazdag polgári családból származott, apja egy papírgyár főrészvényese és igazgatója volt, így fia számára biztosítani tudta a kitűnő neveltetést. Brecht már gyerekkorában is szívesen verselt, első kötete tizenhat éves korában jelent meg. Okos, de nyughatatlan természet volt, hiszen a tanulás érdekelte, de az iskolai fegyelem korlátait már nem bírta elviselni. Miután sikerült átvészelnie a reálgimnáziumot, 1917-ben a müncheni orvosi egyetemen folytatta tanulmányait. A háború végén behívták katonának, s orvostanhallgatóként egy katonai kórházban szolgált.
Első drámáját, a Baalt, mely még magán viseli a kor expresszionista stílusjegyeit, 1918-ban írta. Egy évvel később kapcsolatba került a baloldallal és belépett a Független Szociáldemokrata Pártba. Ebben az évben írta Dobszó az éjszakában című szatirikus színművét a háborúból hazatért katonákról, mellyel jelentős sikert ért el. 1921-ben abbahagyta egyetemi tanulmányait és Otto Falkenberg müncheni kamaraszínházánál lett dramaturg. Emellett dolgozott Max Reinhardt és Erwin Piscator színházában is. Egy évvel később feleségül vette Marianne Zoff színésznőt, akitől később elvált és 1929-ben Helene Weigel színésznővel házasodott össze, akivel élete végéig együtt élt.
A világhírnevet az 1928-ban bemutatott Koldusopera című zenés dráma hozta meg számára, melynek zenéjét Kurt Weill szerezte, ezt a művét magyarra Vas István fordította. 1927-től egyre komolyabban kezdett érdeklődni a marxizmus iránt. Karl Marx A tőke című művének elolvasása után még egy marxista szemináriumot is elvégzett. Kommunistának vallotta magát és művészetét is a proletariátus szolgálatába kívánta állítani.
Brecht és Weill együttműködésének másik legsikeresebb darabja a Lipcsében 1930-ban, majd Berlinben 1931-ben bemutatott náciellenes musical, a Mahagonny városának tündöklése és bukása. 1930–1933 között Brecht Berlinben élt, és tandrámáinak gyűjteményén, illetve az epikus színház elméletének megfogalmazásán dolgozott.
Miután 1933-ban Hitler hatalomra jutott, először Ausztriába, majd Svájcba, Dániába, Finnországba, Svédországba, végül az Amerikai Egyesült Államokba emigrált. Hazájában írásait és darabjait betiltották. Az emigrációban is folyamatosan írta náciellenes drámáit, melyek közül a legkiemelkedőbb a Rettegés és ínség a Harmadik Birodalomban (1935–38) és az Állítsátok meg Arturo Uit (1941).
1939-ben Finnországban Hella Wuolijoki finn írónőnél vendégeskedett, majd családjával együtt a Szovjetunión keresztül az Amerikai Egyesült Államokba utazott, ahol Santa Monicában telepedett le. Megpróbált Hollywoodnak is dolgozni, de nem járt sikerrel.
Legjelentősebb drámáit azonban a háború ideje alatt írta. A Galilei élete (1939) című tandrámában a tudósok felelősségét vetette fel. A Kurázsi mama és gyermekei (1939) című, a 30 éves háború idején játszódó történelmi drámájában azt bizonyítja, hogy a háborúkon valójában senki nem nyerhet. A szecsuáni jólélek (1940) című drámájának hősnője, a segítőkész Sen Te vagyonhoz jut, kapitalista lesz, és rá kell jönnie, hogy ha jót akar cselekedni, akkor ahhoz kíméletlennek is kell lennie. A kaukázusi krétakör című drámájában, mely nem sokkal a háború vége előtt, 1945-ben készült el, az anyaságért vetélkedő két asszony bibliai történetét dolgozta fel.
Brechtet 1947-ben Amerika-ellenes tevékenységgel vádolták, ezért visszatért Európába, feleségével előbb Zürichben töltöttek egy évet. Hogy jogdíjait megkaphassa, felvette a svájci állampolgárságot, majd 1949-ben a Német Demokratikus Köztársaságban (NDK), Kelet-Berlinben telepedtek le (valójában – ismét elsősorban jogdíjai miatt – Nyugat-Berlinben). Színházát, a Berliner Ensemble-t valóban Kelet-Berlinben, néhány lépésre a Nyugat-Berlin határán levő Bahnhof Berlin Friedrichstraße-től hozta létre.
1949-ben Berlinben megalapította saját színházát, a Berliner Ensemble-t, amit aztán feleségével együtt vezetett. A színház igazgatása és rendezése mellett megírta a Kis organon a színház számára (1949) című átfogó színházelméleti tanulmányát, átdolgozást készített Jakob Michael Reinhold Lenz (1751–1792) A házitanítójából (magyarul: A nevelő úr, 1950), Shakespeare Coriolanusából (1951), Goethe ős-Faustjából (1952), Molière Don Juanjából (1954), egyébként pedig inkább már csak szatirikus politikai verseket írt.
1953-ban Brecht a kelet-német PEN Club elnöke lett, amit az NDK kormánya az ország politikai elismeréseként igyekezett beállítani, a kommunista hatóságok ugyanakkor egyre kevésbé tűrték Brechtnek a sztálinista hatalommal szemben is örökké dacoló magatartását. Brecht 1956. augusztus 14-én halt meg Berlinben.

## Színházelméleti munkássága
Brecht nagy hatású színházelméleti munkásságának középpontjában az epikus színház eszménye áll. Az epikus színház törekvése, hogy a néző érzelmi bevonódásának, a szereplőkkel való azonosulásának helyébe a racionális önvizsgálatot, a színpadi történésekre való kritikus reagálást állítsa.
E célok érdekében Brecht elidegenítő effektusoknak (Verfremdungseffekt) nevezett dramaturgiai és színpadi eszközöket alkalmaz, melyek ráébresztik a nézőt, hogy amit lát, az csupán a valóság reprezentációja, nem maga a valóság. Ilyen eszközök a közönség közvetlen megszólítása, a dalbetétek ('song'-ok) alkalmazása, a helyszín és a jelenetek tartalmának jelzésére szolgáló feliratok stb.
| A színház drámai formája                                                                       | A színház epikus formája                                                                                |
| ---------------------------------------------------------------------------------------------- | --- |
| A színpad megtestesít egy folyamatot                                                           | A színpad elmond egy folyamatot                                                                         |
| a nézőt bevonja egy aktusba, és feléli aktivitását                                             | a nézőt szemlélőjévé teszi, de felébreszti aktivitását                                                  |
| érzelmekre indítja, élményeket közvetít neki                                                   | döntéseket kényszerít ki belőle, ismereteket közvetít neki                                              |
| belehelyezi egy cselekménybe, szuggesztióval dolgozik, az érzések érzések maradnak             | szembehelyezi a cselekménnyel, érvekkel dolgozik, az érzések megismeréssé válnak                        |
| az embert ismertnek és változatlannak tételezi fel                                             | a változó és változtató ember a vizsgálat tárgya                                                        |
| a jelenetek egyenes vonalban haladnak, egymásért vannak, a figyelem tárgya a dolgok kimenetele | a jelenetek egymásutánja nem lineáris, a jelenetek önmagukért vannak, a figyelem tárgya a dolgok menete |
| a színház tárgya a világ, ahogy van, és az ember, ahogy cselekednie kellene                    | a színház tárgya a világ, ahogy alakul, és az ember, ahogy cselekednie kell                             |
| középpontjában az ember ösztönei állnak; a tudat határozza meg a létet                         | középpontjában az ember indítékai állnak; a társadalmi lét határozza meg a tudatot                      |

Brecht színházelmélete nagy hatással volt a modern színházi törekvésekre, innovációi azonban – paradox módon – a színházi köznyelv részévé váltak.

## Drámái

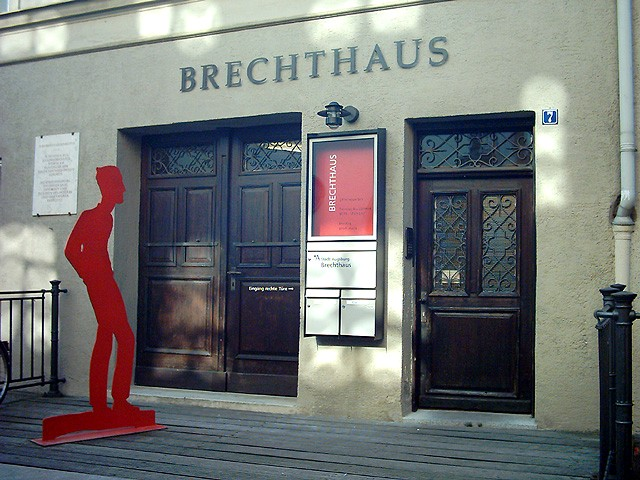
Brecht szülőháza Augsburgban

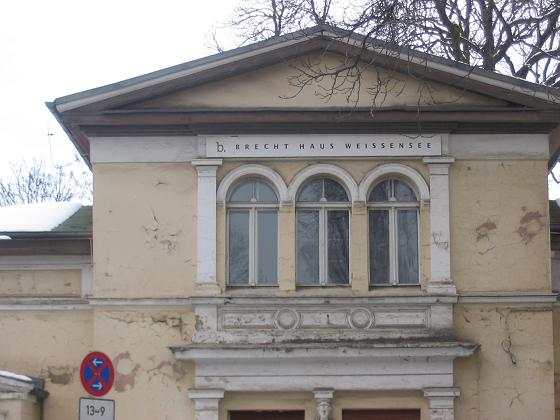
Brecht-ház Berlinben

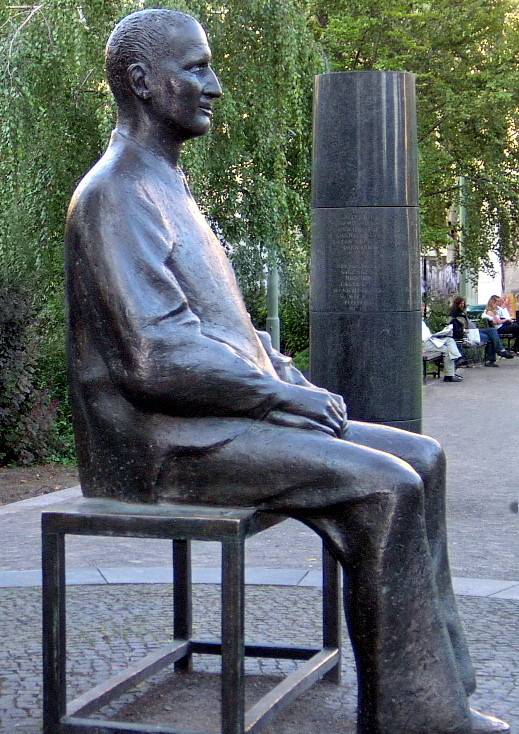
Brecht a Berliner Ensemble előtt. Fritz Cremer (1906–1993) német szobrász alkotása

Mivel Brecht drámái közül több is csak jóval a megírását követően (némelyikük pedig csak a szerző halálát követően) került bemutatásra, az alábbiakban a cím után egyes pontokon zárójelben először a megírás, majd a bemutatás dátuma szerepel.

### Drámaírói „zsengéi”
- A koldus, vagy a halott kutya (Der Bettler oder Der tote Hund)
- Ördögűzés (Er treibt einen Teufel aus)
- Lux in tenebris
- A halászzsákmány (Der Fischzug)
- Kispolgári nász (Die Kleinbürgerhochzeit)

### Érett drámái
- Baal (1918/1926)
- Dobszó az éjszakában (Trommeln in der Nacht, 1918–20)
- A városok sűrűjében (Im Dickicht der Städte, 1921–23)
- Egy fő az egy fő (Mann ist Mann, 1924–25)
- Koldusopera (Háromgarasos opera) (Dreigroschenoper, 1928)
- Mahagonny városának tündöklése és bukása (Aufstieg und Fall der Stadt Mahagonny, 1928–29/1930)
- Aki igent mond (Der Jasager, 1929)
- A vágóhidak Szent Johannája (Die heilige Johanna der Schlachthöfe, 1929/1959)
- Aki nemet mond (Der Neinsager, 1930)
- A rendszabály (Die Maßnahme, 1930)
- Az anya (Die Mutter, 1930/1932)
- A kivétel és a szabály (Die Ausnahme und die Regel, 1930–31/1936)
- Badeni tandráma a beleegyezésről (Das Badener Lehrstück vom Einverständnis, 1930)
- A hét főbűn (Die sieben Todsünden, 1933)
- A gömbfejűek és a csúcsfejűek (Die Rundköpfe und die Spitzköpfe, 1931–36)
- Rettegés és ínség a Harmadik Birodalomban (Furcht und Elend des Dritten Reiches, 1935–38)
- Carrar asszony puskái (Die Gewehre der Frau Carrar, 1937)
- Kurázsi mama és gyermekei (Mutter Courage und ihre Kinder, 1939/1941)
- Lucullus pere (Das Verhör des Lukullus, 1939)
- Galilei élete (Leben des Galilei) (1938/1943)
- A szecsuáni jólélek (A Szecsuáni jóember, A jóember Szecsuánból, Jó embert keresünk) (Der gute Mensch von Sezuan, 1940/1942)
- Puntila úr és szolgája, Matti (Herr Puntila und sein Knecht Matti, 1941)
- Állítsátok meg Arturo Uit! (Der aufhaltsame Aufstieg des Arturo Ui, 1941/1961)
- Svejk a második világháborúban (Schweyk im Zweiten Weltkrieg, 1941–44)
- A kaukázusi krétakör (Der kaukasische Kreidekreis, 1944–45)
- A kommün napjai (Die Tage der Commune, 1948–49)
- A nevelő úr (1950)

## Magyarul

### 1945–1989
- Háromgarasos regény; ford. Erdődy János; Népszava, Budapest, 1945
- Carrarné puskái. Dráma; ford., sajtó alá rend. Lévay Endre; Híd, Novi Sad–Szubotica, 1947 (Színpadunk)
- Carrar asszony puskái. Dráma; ford. Fónagy István, bev. Bódi László, rendezői tan. Ruth Berlau; Népszava, Budapest, 1955 (Színjátszók könyvtára)
- Jó embert keresünk. Színpadi játék; ford. Nemes Nagy Ágnes, utószó Pákozdy Ferenc; Európa, Budapest, 1957 (Világirodalmi kiskönyvtár)
- A háromgarasos regény; ford. Faludy György; Európa, Budapest, 1957
- Galilei élete. Színjáték; ford., utószó Ungvári Tamás; Európa, Budapest, 1958 (Világirodalmi kiskönyvtár)
- Kurázsi mama és gyermekei. Krónika a harmincéves háborúból; ford. Nemes Nagy Ágnes, utószó Gyurkó László; Európa, Budapest, 1958 (Világirodalmi kiskönyvtár)
- Kalendárium. Régi és új históriák; ford. Fónagy Iván, utószó Walkó György; Magyar Helikon, Budapest, 1958
- Julius Caesar úr üzletei. Regénytöredék; ford. Terényi István, utószó Walkó György; Gondolat, Budapest, 1959
- A színházról; ford. Gáspár Éva, Gáspár Zoltán, Sz. Szántó Judit; Színháztudományi Intézet, Budapest, 1960 (Korszerű színház)
- Állítsátok meg Arturo Uit!; ford., utószó Hajnal Gábor; Európa, Budapest, 1960 (Világirodalmi kiskönyvtár)
- A vágóhidak szent Johannája; ford. Szemlér Ferenc, utószó Gyurkó László; Európa, Budapest, 1961 (Világirodalmi kiskönyvtár)
- Színművek. Válogatás; vál., előszó Vajda György Mihály; Európa, Budapest, 1961 (A világirodalom klasszikusai)
- Epikus dráma – epikus színház; ford. Sz. Szántó Judit; Színháztudományi Intézet, Budapest, 1962 (Korszerű színház)
- Arghezi–Brecht–Quasimodo: Versek; vál., ford., utószó Lőrinczi László; Irodalmi Kiadó, Bukarest, 1963
- Svejk a második világháborúban; ford. Sz. Szántó Judit; Színháztudományi Intézet, Budapest, 1964 (Világszínház)
- Bertolt Brecht színművei, 1-2.; ford. Bernáth István et al., szerk., utószó, jegyz. Vajda György Mihály és Walkó György; Magyar Helikon, Budapest, 1964 (Helikon klasszikusok)
- George Farquhar: Dobok és trombiták; átdolg. Bertolt Brecht, ford. Lázár Magda; Színháztudományi Intézet, Budapest, 1965 (Világszínház)
- Versek; vál. Hajnal Gábor, ford. Bernáth István et al., utószó Vajda György Mihály; Magyar Helikon, Budapest, 1965
- Brecht legszebb versei; vál., ford. Méliusz József, bev. Szilágyi Domokos; Ifjúsági Kiadó, Bukarest, 1966
- Shakespeare: Coriolanus; átdolg. Bertolt Brecht, ford. Vas István, utószó Major Tamás; Magyar Helikon, Budapest, 1966
- Színházi tanulmányok; összeáll., tan. Major Tamás, ford. Eörsi István et al., bev., jegyz. Werner Hecht; Magvető, Budapest, 1969 (Elvek és utak)
- Irodalomról és művészetről; ford. Sós Endre, Szabó István, szerk. Nyirő József, Szabó Mária, jegyz. Werner Hecht; Kossuth, Budapest, 1970
- A háromgarasos regény; ford. Fáy Árpád, utószó Németh G. Béla; Európa, Budapest, 1970 (A világirodalom remekei)
- Drámák; ford. Garai Gábor et al.; Európa, Budapest, 1971
- Bertolt Brecht versei; vál., szerk. Eörsi István, ford. Bernáth István et al.; Európa, Budapest, 1976 (Lyra mundi)
- Julius Caesar úr üzletei és más története; ford. Sárközy Elga, Terényi István, vál. Hajnal Gábor, utószó Salyámosy Miklós; Európa, Budapest, 1976
- Ördögűzés. Bertolt Brecht ifjúkori egyfelvonásosai / Ördögűzés / A Koldus, vagy A halott kutya / Lux in tenebris / A halászzsákmány / Kispolgári nász; ford. Lázár Magdolna, Ardó Mária; NPI, Budapest, 1971 (Színjátszók kiskönyvtára)
- Három színmű (Kurázsi mama és gyermekei / A szecsuáni jólélek / A kaukázusi krétakör); ford. Nemes Nagy Ágnes, Garai Gábor, utószó Eörsi István; Európa, Budapest, 1974 (Diákkönyvtár sorozat)
- Háborús kiskáté; ford. Györe Imre; Zrínyi, Budapest, 1980
- Bertolt Brecht–Kurt Weill: Koldusopera; ford. Blum Tamás, rend. Sándor Pál; Szigligeti Színház–Verseghy Ferenc Megyei Könyvtár, Szolnok, 1981 (A Szolnoki Szigligeti Színház műhelye)
- Politikáról és társadalomról; ford. Zalai Edvin, versford. Brodszky Erzsébet; Kossuth, Budapest, 1983
- Munkanapló, 1938–1955; vál., ford. Eörsi István, utószó Almási Miklós; Európa, Budapest, 1983 (Mérleg)

### 1990–
- Turandot avagy a szerecsenmosdatók kongresszusa; bev., ford., átdolg. Eörsi István; in: Színház, 1991/febr.
- Drámák; ford. Garai Gábor et al., szöveggond. Frech Judit; Holló, Kaposvár, 1996
- Keuner úr történetei; ford. Weiss János; Jelenkor, Pécs, 2000
- Lőrinczi László: Szezám hét költőhöz. Műfordítások Mihai Eminescu, Tudor Arghezi, Federico Garcia-Lorca, Bertolt Brecht, Giuseppe Ungaretti, Salvatore Quasimodo és Cesare Pavese verseiből; közrem. Bántó Anikó, Bántó István; Arvin Press, Bucureşti, 2003
- Makszim Gorkij: Vassza Zseleznova / Bertolt Brecht: A kivétel és a szabály; ford. Ungár Júlia; Nemzeti Színház, Budapest, 2008 (Nemzeti Színház színműtár)
- A sárgarézvásár. 1939–1941 közötti szövegek; ford., bev. Boronkay Soma; Balassi–Színház- és Filmművészeti Egyetem, Budapest, 2013 (Színházcsinálók füzetei)
- Állítsátok meg Arturo Uit!; ford. Báthori Csaba; Fekete Sas, Budapest, 2021